# Schisandra pubescens
Schisandra pubescens là một loài thực vật có hoa trong họ Schisandraceae. Loài này được Hemsl. & E.H.Wilson miêu tả khoa học đầu tiên năm 1906.